# Venganza gaucha
Venganza gaucha es una película argentina en blanco y negro de Argentina que se produjo en 1917, dirigida por José Agustín Ferreyra sobre su propio guion, protagonizada por María Reino y Nelo Cosimi. Tenía el título alternativo de Perfidia gaucha.

## Reparto
- María Reino
- Lydia Bottini
- Inés Castellano
- Nelo Cosimi

## Comentarios
Jorge Miguel Couselo escribió que esta película era la contracara del filme Nobleza gaucha y afirmó que quedó inconclusa por causa del desgano de Ferreyra y por sus desinteligencias con el productor de presuntas ideas propias. Fue filmada en los Estudios Ortiz Film ubicados en la calle Cevallos al 1400 de Buenos Aires. Antes de finalizar el filme, Ortiz disolvió la productora y se ignora si se continuó el rodaje o si Ferryra hizo una compaginación especial para su explotación comercial por terceros. 